# Ajuntament de Tarragona
L'edifici de l'Ajuntament de Tarragona és un monument del municipi de Tarragona protegit com a bé cultural d'interès local. L'edifici presideix la plaça de la Font, essent construït sobre part de les restes del circ. Es tracta d'un exemple d'immoble de caràcter eclesiàstic, Convent dels Dominics, rehabilitat per a Ajuntament i Diputació a mitjans del segle xix.
L'edifici durant segles va patir diverses reformes, però compta amb elements decoratius i constructius de gran qualitat de diferents moments de la seva realització. Així, sobresurt el tractament de la façana amb escultures, els patis interiors o la gran escalinata d'accés a les sales d'actes.

## Descripció
Edifici de planta baixa, un pis i golfes.
Façana d'ordre jònic amb marbres jaspiats del país, carreus i paredat. Al centre es destaca un cos sortint del mateix ordre, amb quatre pilastres estriades que sostenen un frontó triangular a l'àpex del qual sobresurt l'escut de la ciutat o la seva província. Dos nínxols oberts als intercolumnis arreceren dues estàtues. Balustrada de marbre blanc de Carrara.
Traspassant la porta principal i després d'un espaiós vestíbul, les portes laterals del qual donen entrada als patis de la Diputació i l'Ajuntament, es troba l'escala principal, d'estil clàssic, en marbre blanc i jaspi del país (disseny d'en Salas) i de les sales de sessions de la Diputació (Barba) i de l'Ajuntament (Salas).
També destaca el mobiliari de l'època.

## Personatges de la façana
La façana principal de l'Ajuntament de Tarragona exhibeix una sèrie de representacions escultòriques que fan referència a grans figures de la història de la ciutat, obra de Bernat Verderol.
Al costat del balcó principal, dues estàtues de cos sencer representen dos personatges crucials en la conquesta de Tarragona als musulmans, dirigida per Ramon Berenguer el Gran. Així, mirant l'edifici i d'esquerra a dreta, trobem:
1. Robert d'Aguiló (Normandia, ca. 1100 - Catalunya, ca. 1157). Príncep de Tarragona.
2. Sant Oleguer (Barcelona, ca. 1060 - Barcelona, 1137). Arquebisbe de Tarragona.

Sobre Robert d'Aguiló, trobem un medalló amb un bust i la inscripció en llatí «HADRIANVS AVGVSTVS·PP» (Hadrià August, Pater patriae), que representa l'emperador hispà que residí a Tàrraco:
1. Hadrià (Itàlica, 76 - Baies, 138). Emperador romà.

Al seu torn, sobre la figura de sant Oleguer, se situa un altre medalló amb la inscripció en llatí «DIVVS AVGVSTVS PATER» (August Diví, Pater) i el bust del primer emperador de Roma, que també residí a Tàrraco. És:
1. August (Roma, 63 aC - Nola, 14). Emperador romà.

A banda, a la part superior de la façana, una galeria de bustos mostra diferents personatges d'importància per a la ciutat. Són, mirant l'edifici i d'esquerra a dreta:
1. Antoni de Martí i Franquès (Altafulla, 1750 - Tarragona, 1832). Científic.
2. Lluís Ponç d'Icard (Tarragona, ca. 1518 - Tarragona, 1578). Historiador.
3. Pere Virgili (Vilallonga del Camp, 1699 - Barcelona, 1776). Cirurgià.
4. Pau Orosi (Tarragona?, s. V - ?, s. V). Historiador.
5. Joaquín de Santiyán (Piélagos, 1733 - Tarragona, 1783). Arquebisbe de Tarragona.
6. Joan Smith (Irlanda, 1756 - Tarragona, 1809). Enginyer.
7. Francesc Vicent Garcia (Saragossa, 1579 - Vallfogona de Riucorb, 1623). Poeta.
8. Pròsper de Bofarull (Reus, 1777 - Barcelona, 1859). Historiador.
9. Antoni Gimbernat (Cambrils, 1734 - Madrid, 1816). Cirurgià.

Finalment, sobre el rellotge, trobem un medalló amb els busts dels dos fundadors de Tàrraco, envoltats per la inscripció en llatí «GNEVS · SCIPIO · PVBLIVS · SCIPIO» (Gneu Escipió, Publi Escipió). Són:
1. Gneu Corneli Escipió (?, ca. 256 aC - Hispània, 211 aC). Cònsol romà.
2. Publi Corneli Escipió (?, ca. 255 aC - Hispània, 211 aC). Cònsol romà.

## Al·legories de la façana
A la façana principal, juntament amb els personatges referenciats a l'epígraf anterior, també hi trobem dos relleus que representen dos moments cabdals per a la història de la ciutat, també obra de Bernat Verderol. Se situen a banda i banda del rellotge. Les escenes mirant la façana i d'esquerra a dreta, són:
1. La concessió dels títols i honors a la ciutat. Representa la reina Isabel II d'Espanya al tron, acompanyada de quatre dames, renovant, l'any 1856, el títol de Fidelíssima i Exemplar a la ciutat de Tarragona, mostrada com una dona abillada a l'estil romà i acompanyada per quatre prohoms.[5]
2. Cèsar rep l'ambaixada tarraconense. Representa Juli Cèsar, assegut i acompanyat per cinc homes, mentre rep una ambaixada de ciutadans de Tàrraco que li manifesten el suport de la ciutat en la Segona Guerra Civil romana (49 aC - 45 aC). Gràcies a aquest suport, Tàrraco fou elevada a la condició de colònia l'any 45 aC.[6]

## Història
L'edifici ocupa el lloc on en època romana es trobaven les carceres del circ, trobades recentment en excavació arqueològica. Durant l'època medieval formà part de l'àrea de fira fins que al XVI es construeix el convent de Sant Domènec, possiblement sobre restes d'un anterior edifici medieval.
L'any 1693 els pares dominics estableixen el seu convent en aquest recinte. L'antiga església, de 38 m de llarg per 10 d'ample, d'una sola nau, era on avui hi ha el vestíbul, sala quarta i biblioteca del museu. Allò que abans era el claustre està ara dividit en dos patis per la gran escala de l'edifici modern. Al centre del pati de l'ajuntament encara es veu l'antic pou del convent format per un gran coll de pedra cendrosa i historiades cuixeres de ferro que sostenen la corriola. L'església del convent fou volada en 1813 pels francesos.
El 1835, l'acció revolucionària obligà als religiosos a l'abandonament del convent, havent estat utilitzat ja com a Palau Provincial, Caserna de la Milícia, Caserna de la Guàrdia Civil i Bombers. El 1838, segons R. O del 27 de juliol, l'exconvent de Sant Domènec és cedit per a la instal·lació de la Diputació i l'ajuntament. El 1841 es dona a conèixer el dibuix de la façana fet pel mestre d'obres Josep Batet.
Del 1861 al 1865 es fa una restauració moderna segons projecte dels arquitectes provincials i municipals Francesc Barbà i Masip i Francesc Reboll. L'obra estatuària es deu a l'escultor Bernard Verderol.
Les excavacions realitzades l'any 2006 han permès documentar les restes de les carceres del circ. Cal tenir en compte que sota l'ajuntament es conserven restes de l'antic circ romà (s. I) i les seves reformes posteriors. Per altra banda la localització d'un fragment de timpà romànic el 1993, junt a la documentació diplomàtica medieval apunten que en aquest lloc o prop seu hi hauria l'església medieval de Sant Salvador del Corral (s.XI-XII). També cal tenir en compte l'existència d'elements constructius d'època medieval i moderna relacionables amb els diferents equipaments religiosos. Finalment cal recordar que la mitjanera que es correspon amb els habitatges que donen a la Rambla Vella es correspon al Mur Nou o Muralleta, muralla meridional de Tarragona, aixecada en el darrer terç del segle xiv.

## Institució
L'Ajuntament de Tarragona és la institució municipal que governa el municipi català de Tarragona. És una de les quatre administracions públiques amb responsabilitat a la ciutat de Tarragona, junt a l'Administració General de l'Estat, la Generalitat de Catalunya i la Diputació de Tarragona. El consistori està presidit per l'alcalde de Tarragona, que des de 1979 és escollit democràticament per sufragi universal.